# Кусово (Західнопоморське воєводство)
Кусово (пол. Kusowo) — село в Польщі, у гміні Щецинек Щецинецького повіту Західнопоморського воєводства.
Населення — 362 особи (2011).

## Демографія
Демографічна структура станом на 31 березня 2011 року:
|          | Загалом | Допрацездатний вік | Працездатний вік | Постпрацездатний вік |
| -------- | ------- | ------------------ | ---------------- | -------------------- |
| Чоловіки | 197     | 42                 | 146              | 9                    |
| Жінки    | 165     | 51                 | 94               | 20                   |
| Разом    | 362     | 93                 | 240              | 29                   |